# ماستر برترام
ماستر برترام (بالألمانية: Meister Bertram)‏ هو رسام ألماني، ولد في 1345 في مندن في ألمانيا، وتوفي في 1415 في هامبورغ في ألمانيا.

## وصلات خارجية
- ماستر برترام على موقع ديسكوغز (الإنجليزية)